# Гудушаури, Мираб Ираклиевич
Мираб (Мераб) Ираклиевич Гудушаури (13 сентября 1937 — 11 июня 2015) — советский борец классического стиля, чемпион (в 1960 году) и серебряный призёр (в 1957-1958 годах) чемпионатов СССР, мастер спорта СССР (мастер спорта СССР международного класса).

## Биография
Увлёкся борьбой в 1952 году. Участвовал в пяти чемпионатах СССР (1955—1960). В 1956 году выполнил норматив мастера спорта СССР.
Кавалер ордена Вахтанга Горгасали.
После ухода из большого спорта около 30 лет проработал в правоохранительных органах.

## Спортивные результаты
- Чемпионат СССР по классической борьбе 1957 года — ;
- Чемпионат СССР по классической борьбе 1958 года — ;
- Чемпионат СССР по классической борьбе 1960 года — ;